# Jämtön
Jämtön is een stadje (tätort) binnen de Zweedse gemeente Luleå. Het stadje is gelegen aan een zijweg van de Europese weg 4 op de grens met de gemeente Kalix. Het achtervoegsel ön wijst erop dat het dorp ooit op een eiland lag (ön betekent eiland). Door de stijging van het land is daar al tijden geen sprake meer van, de oude contouren van het eiland zijn echter nog wel zichtbaar in het landschap en aanduidingen.Het dorp was al bekend in de 15e eeuw en was toen het grootste dorp van Noord-Zweden. Jämtön ligt aan de Jämtörivier, die stroomt van de Jämtöfjord naar de Jämtösund.
Bestuurscentrum: Luleå (Tätort)
Tätort: Alvik · Antnäs · Bälinge · Bensbyn · Bergnäset · Brändön · Ersnäs · Gammelstad · Jämtön · Kallax · Karlsvik · Klöverträsk · Måttsund · Persön · Råneå · Rutvik · Södra Sunderbyn
Småort: Ale · Ängesbyn · Avan · Björknäs en Harrviken · Björsbyn · Böle · Börjelslandet · Brännan · Bränslan · Fällträsk · Gäddvik · Hagaviken · Midbyn · Mörön · Niemisel · Norra Gäddvik · Örarna · Reveln · Smedsbyn · Södra Prästholm · Sundom · Vitå
Overig: Alhamn · Skäret · Niemiholm